# Weinen, Klagen, Sorgen, Zagen, BWV 12

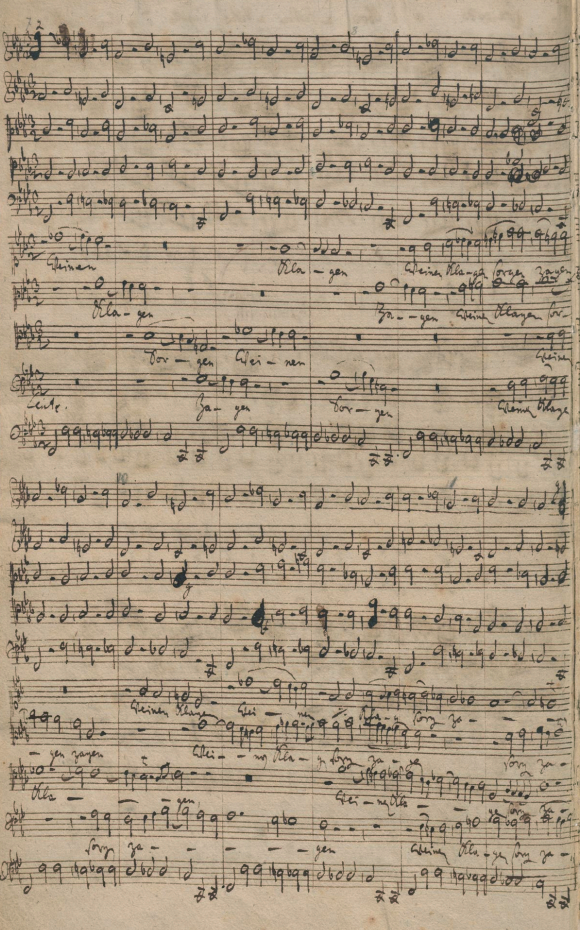
Cor d'entrada.

Weinen, Klagen, Sorgen, Zagen, BWV 12 (Els plors, els planys, els turments, el descoratjament), és una cantata de Johann Sebastian Bach per al tercer diumenge després de Pasqua, estrenada a Weimar el 22 d'abril de 1714.

## Origen i context
La data de composició és fruit d'un estudi aprofundit de diversos especialistes, basada, entre altres aspectes, en l'ús que es fa de dues violes, típic de les obres de joventut; el seguit d'àries sense recitatius intercalats; i les melodies del coral que a Leipzig no s'haguessin emprat mai aquest diumenge. Probablement fou la segona cantata composta després del seu nomenament com a konzertmeister de Weimar. L'obra fou reposada a Leipzig, el 30 d'abril de 1724, i és cronològicament la primera, seguida de la BWV 103 i la BWV 106 per a aquest diumenge. El text, amb molta seguretat, és de Salomon Franck, secretari i bibliotecari de la cort de Weimar, basat en l'Evangeli del dia (Joan 16, 16-23) i acaba amb l'estrofa final de l'himne Was Gott tut, das ist wohlgeta de Samuel Rodigast. El text expressa l'encontre entre la tristesa que produeix la separació de Crist i la joia de la seva retrobada. És un bon exemple d'un nou model de cantata, basat en la combinació de textos bíblics i de composicions poètiques lliures.

## Anàlisi
Obra escrita per a contralt, tenor, baix i cor; trompeta, oboè, corda i baix continu. Consta de set números, sense que s'observi cap mena de simetria, el primer dels quals és una simfonia, i de les tres àries que conté, cap n'és per a soprano.
1. Simfonia
2. Cor: Weinen, Klagen (Els plors, els planys)
3. Recitatiu (contralt): Wir müssen durch viel Trübsal in das Reich Gottes eingehen (Hem de passar per grans tribulacions Per entrar al reialme de Déu)
4. Ària (contralt): Kreuz und Krone sind verbunden (Així com la corona succeeix a la creu)
5. Ària (baix): Ich folge Christo nach (Jo segueixo el camí de Crist)
6. Ària (tenor): Sei getreu, alle Pein (Sigues fidel, perquè tot el patiment)
7. Coral: Was Gott tut, das ist wohlgetan (Allò que Déu fa està bé)

El número 1 és una simfonia de corda i oboè, típica de les cantates de Weimar, que inicialment està del tot separada del cor, però que més endavant s'hi fusiona; té un caràcter de lamentació i tristesa, destacat per la veu de l'oboè que canta per sobre de la corda. El cor del número 2 és una passacaglia o xacona esplèndida, amb un tema de cinc compassos i dotze notes es repeteix dotze vegades, amb la particularitat que a l'última el cor calla i queda a càrrec dels instruments; aquest motiu de la xacona, Bach l'aprofitarà més endavant, per al Crucifixus de la Missa en si menor, BWV 232. El recitatiu de contralt que segueix, va acompanyat per tota la corda i el primer violí canta unes notes llargues en una escala en Do major, reflectint l'ascensió al regne de Déu que narra el text; el to sever del contralt expressa la tristor del tema. A continuació hi ha tres àries consecutives d'acord amb el pla temàtic de l'obra; la primera per a contralt, és un gran exemple d'escriptura en trio en què l'oboè rivalitza amb la veu en una estructura da capo; a la segona, quan el baix canta "segueixo el camí de Crist", les cordes n'imiten la veu indicant que la humanitat prendrà aquest camí. El número 6 és una ària molt interessant de tenor en què elements ben dispersos s'enllacen d'una manera harmònica; per un costat el baix continu toca insistent el seu tema, però el tenor no li fa cas i sobre la seva veu la trompeta toca la melodia del coral, símbol del triomf: Jesu meine Freude (Jesús la meva alegria). A l'últim número, es canta l'himne Was Gott tut, das ist wohlgetan i sobre les quatre veus, doblades pels instruments, hi flota lliurement una cinquena a càrrec de la trompeta o l'oboè. Té una durada aproximada d'uns 25 minuts.

## Discografia seleccionada
- J.S. Bach: Das Kantatenwerk. Sacred Cantatas Vol. 1. Gustav Leonhardt, Tölzer Knabenchor, Gerhard Schmidt-Gaden (director del cor) & King’s College Choir Cambridge, David Wilcocks (director del cor), Leonhardt-Consort, Paul Esswood, Kurt Equiluz, Max van Egmond. (Teldec), 1994.
- J.S. Bach: The complete live recordings from the Bach Cantata Pilgrimage. CD 17: Schlosskirche, Altenburg; 14 de maig de 2000. John Eliot Gardiner, Monteverdi Choir, English Baroque Soloists, Brigitte Geller, William Towers, Mark Padmore, Julian Clarkson. (Soli Deo Gloria), 2013.
- J.S. Bach: Complete Cantatas Vol. 2 . Ton Koopman, Amsterdam Baroque Orchestra & Choir, Barbara Achlick, Kai Wessel, Christoph Prégardien, Klaus Mertens. (Challenge Classics), 2007.
- J. S. Bach: Church Cantatas Vol. 4. Helmuth Rilling, Gächinger Kantorei, Bach-Collegium Stuttgart, Helen Watts, Adalbert Kraus, Wolfgang Schöne. (Hänssler), 1999.
- J.S. Bach: Cantatas Vol. 3. Masaaki Suzuki, Bach Collegium Japan, Yoshiazu Mera, Makoto Sakurada, Peter Kooij. (BIS), 1996.
- J.S. Bach: Cantatas for the Complete Liturgical Year Vol. 11. Sigiswald Kuijken, La Petite Bande, Gerlinde Sämann, Petra Noskaiova, Christoph Genz, Jan van der Crabben. (Accent), 2009.